# El Salto (Guerrero)
El Salto es una localidad del estado mexicano de Guerrero. Es parte del municipio de Acapulco de Juárez. Está a 20 metros de altura. Es un pueblo con playa cercana: la playa de Icacos está a 15 km. Dentro de todos los pueblos del municipio, ocupa el número 23 en cuanto a número de habitantes.

## Demografía
| Gráfica de evolución demográfica |
|                                  |

| Censo | Población |
| ----- | --------- |
| 1940  | 212       |
| 1950  | 188       |
| 1960  | 337       |
| 1970  | 558       |
| 1980  | 1 110     |
| 1990  | 1 229     |
| 2000  | 1 191     |
| 2010  | 1 453     |
| 2020  | 1 385     |

## Lugares de Interés y Turismo
Playas de El Salto para de deportes acuáticos:
- Icacos: A 15 km  en dirección Oeste.
- Revolcadero: A 16 km en dirección Suroeste.
- Condesa: A 14 km en dirección Oeste.
- Majahua: A 15 km en dirección Suroeste.

Montes de El Salto para excursiones y actividades al aire libre:
- Cerro San Isidro (321 metros): A 5.3 km en dirección Este.
- Cerro La Campana (225 metros): A 6.2 km en dirección Noroeste.
- Cerro Icacos (82 metros): A 7.5 km en dirección Oeste.
- Cerro La Manuela (289 metros): A 8.2 km aen dirección Norte.